# Museo Nissim de Camondo
El Museo Nissim de Camondo (en francés: Musée Nissim-de-Camondo), inaugurado en diciembre de 1936, es un museo de arte situado en el distrito VIII de París (Francia), en el hôtel particulier de Moïse de Camondo, construido por René Sergent entre 1911 y 1914 junto al Parque Monceau. El museo alberga una valiosa colección de mobiliario y objetos de arte del siglo xviii francés en un palacete conservado en el estado en el que fue habitado a principios del siglo xx.

## Historia
El hôtel particulier fue construido a partir de 1912 por el arquitecto René Sergent, por encargo de Moïse de Camondo, sustituyendo a un edificio preexistente que había pertenecido a sus padres, que fue demolido en 1911, con excepción del cuerpo que daba hacia la calle. El nuevo edificio estaba inspirado en el Pequeño Trianón de Versalles. El jardín, al igual que el de muchas otras residencias prestigiosas de la época, fue diseñado por el célebre arquitecto paisajista Achille Duchêne.
Moïse de Camondo instaló en este palacete sus colecciones, que no dejaron de aumentar hasta su muerte, producida el 14 de noviembre de 1935. Por testamento, el edificio y las colecciones que contenía fueron legados a la Union Centrale des Arts Décoratifs para que fuera transformado en el Museo Nissim de Camondo, en memoria de su hijo Nissim (1892-1917), teniente del escuadrón MF 33, derribado en combate aéreo el 5 de septiembre de 1917 sobre el territorio de la comuna de Leintrey (Meurthe y Mosela).
El palacete preexistente era conocido con el nombre de Hôtel Violet. Este edificio «tuvo otra vida. Una existencia de papel, de sueño, de ficción. [...] De esta casa, Émile Zola hizo un símbolo. Para miles de lectores de todo el mundo, el Hôtel Saccard ciertamente existe. [...] En sus exploraciones, el escritor visitó otros lugares destacados de la llanura de Monceau, que le inspiraron en algún detalle, pero lo principal surgió de su observación metódica del palacete de Monsieur Violet, al menos de su arquitectura y su disposición».

## El museo

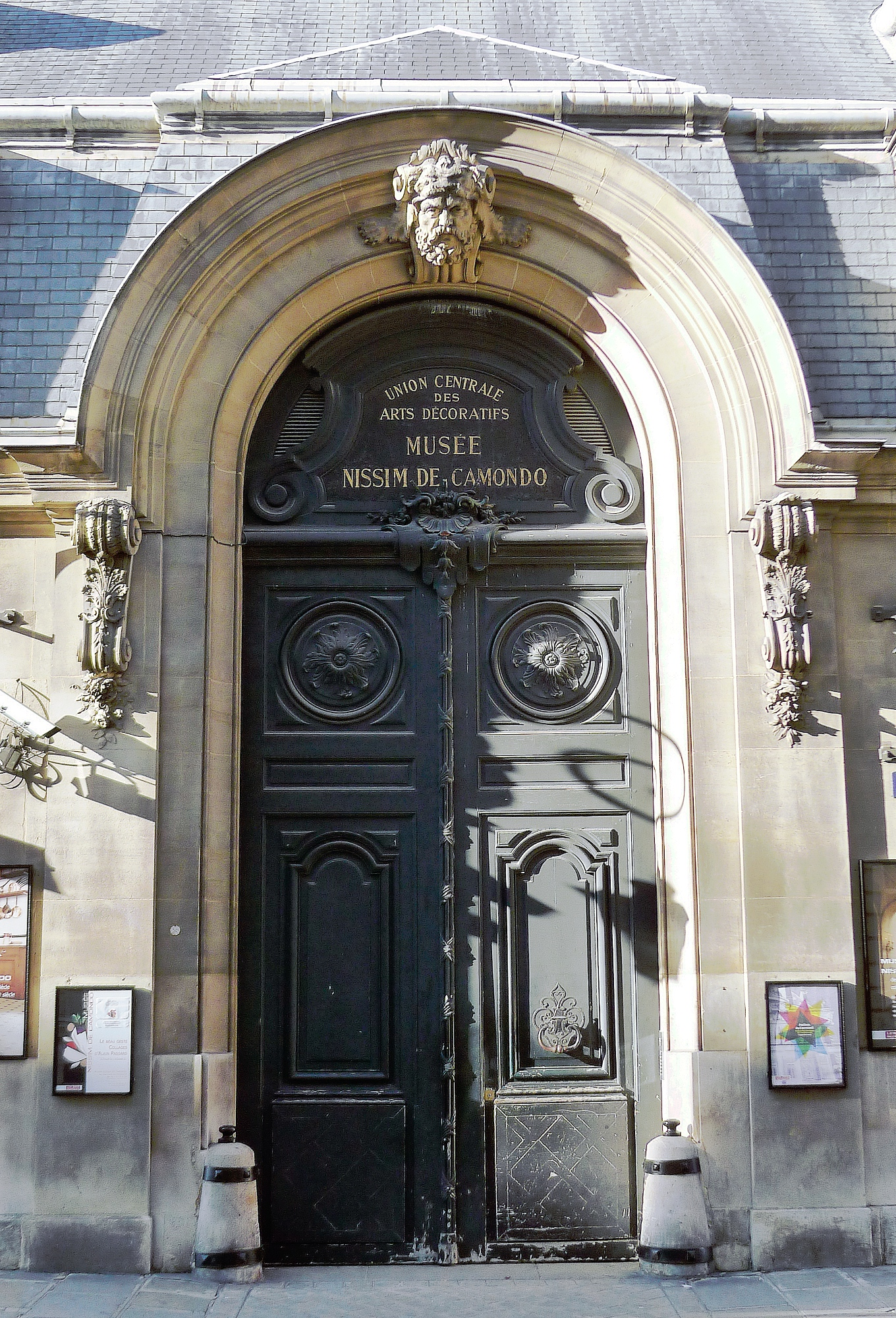
La entrada del museo desde la Rue de Monceau.

### Origen de las colecciones
A principios del siglo xix, los Camondo, una familia judía sefardí, fundaron un banco, que se convirtió en uno de los más importantes del Imperio otomano. En 1867 Víctor Manuel II de Italia les otorgó rango de nobleza en agradecimiento de su apoyo financiero a la unificación italiana. A finales del Segundo Imperio, los dos hermanos Camondo, Abraham-Behor y Nissim, dejaron Constantinopla y se trasladaron a París, donde en 1869 establecieron su banco. Sus hijos, los primos Isaac y Moïse, se convirtieron, durante la Tercera República, en destacados coleccionistas y personalidades muy conocidas en el mundo del arte.
A Moïse le apasionaba casi exclusivamente el siglo xviii francés, y durante más de cincuenta años compró a los mayores amantes del arte de la época, como el barón Jérôme Pichon (1878), el barón Léopold Double (1881), Pierre Decourcelle (1911), Joseph Bardac, Madame de Polès (1927), la familia Stróganov (1931), Madame Louis Burat, Georges Haviland, Georges Blumenthal (1932), Charles Ephrussi, Madame C. Lelong, etc.
En un París que se había convertido en el centro europeo del comercio de arte en torno al cambio de siglo, Moïse reunió una colección única de muebles y objetos de arte decorativo procedentes del rico patrimonio de la antigua aristocracia francesa que entonces se puso en el mercado, y un conjunto de boiseries antiguas para que le sirvieran de marco. A partir de 1890, también fue cliente habitual de los Seligmann, padre e hijo, célebres anticuarios parisinos de origen alemán:
- Jacques, que en 1909 compró el Hôtel de Sagan en la Rue Saint-Dominique, vendió a Moïse muebles que habían formado parte de la famosa colección Hertford-Wallace, ubicada previamente en el pabellón de Bagatelle y en un enorme apartamento en el n.º 2 de la Rue Laffitte, cuyo contenido había comprado en junio de 1914 a Lady Sackville-West, heredera del secretario de Richard Wallace, que más tarde fue su hombre de confianza y legatario de su viuda. Ese mismo año, Jacques Seligmann vendió a Moïse de Camondo el mobiliario de estilo Luis XVI del gran salón por la importante suma de 900 000 francos de oro «pagaderos en veintiocho mensualidades a lo largo de cuatro años».
- Arnold, que se convertiría en su proveedor principal y que compartía su gusto por la simetría, le encontró en Inglaterra la pareja de un «mueble de apoyo» de laca del ebanista Garnier, que los dos hermanos Camondo le habían vendido treinta años antes.[2]

Con el objetivo de poner en valor sus colecciones, Moïse hizo construir una gran residencia, de aspecto clásico pero dotada de las últimas comodidades modernas, que fue inaugurada en 1914:
«En la primavera de 1914, en el palacete recién terminado ya se habían dado varias recepciones. El gran salón era el centro de la animación. Los invitados, admirados, se agolpaban para felicitar al señor conde que, tenso y preocupado, se mantuvo continuamente cerca de su pequeño despacho decorado con placas de porcelana, temiendo una estampida, como si estuviera al acecho de ese gesto torpe que no habría dejado de reducir esta obra maestra a migajas.» Sin embargo, en agosto de ese mismo año estalló la Primera Guerra Mundial y tres años más tarde, en septiembre de 1917, su hijo Nissim murió soltero a los veintiséis años de edad en un combate aéreo.

### Concepción y legado

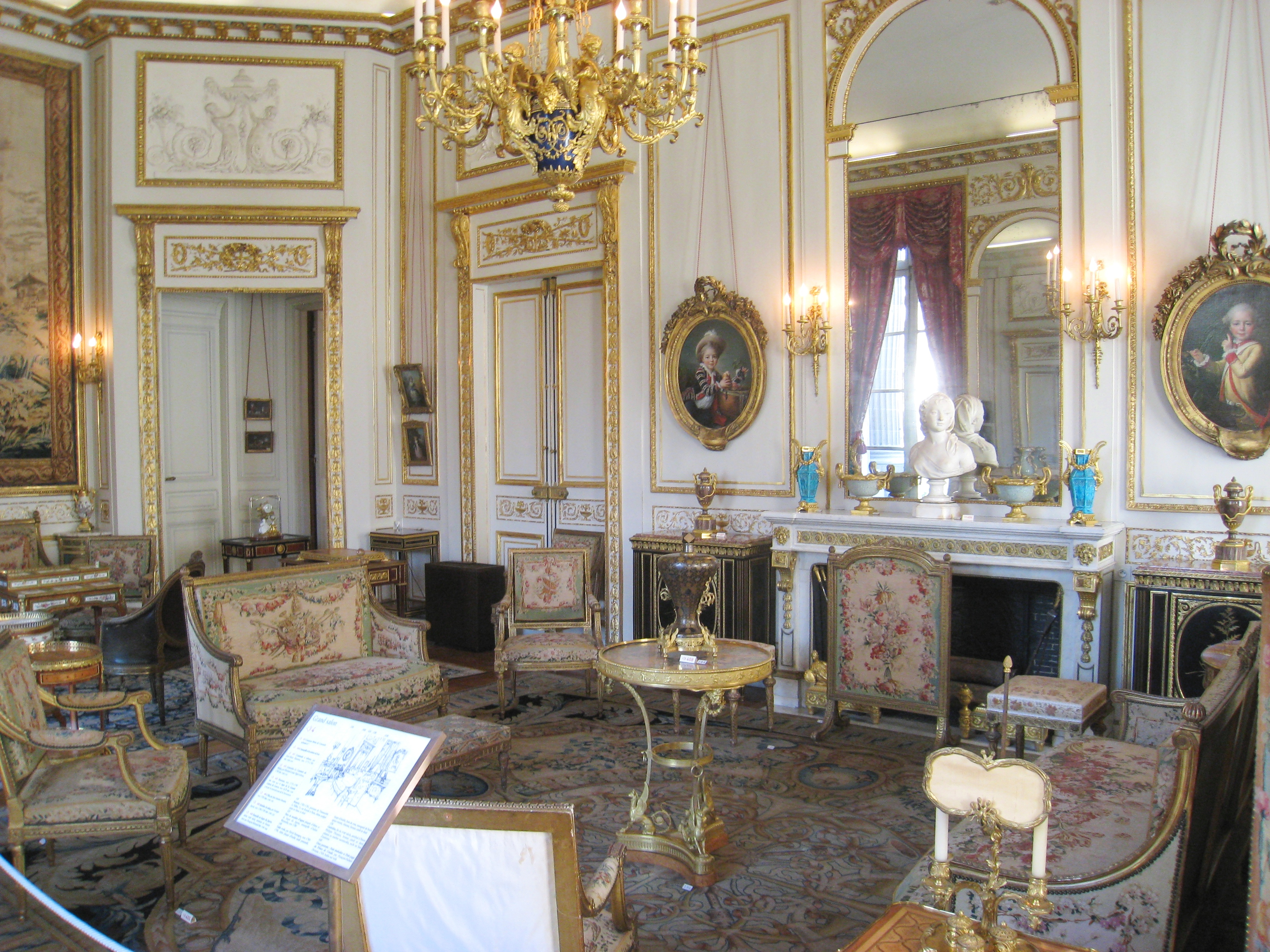
El gran salón.

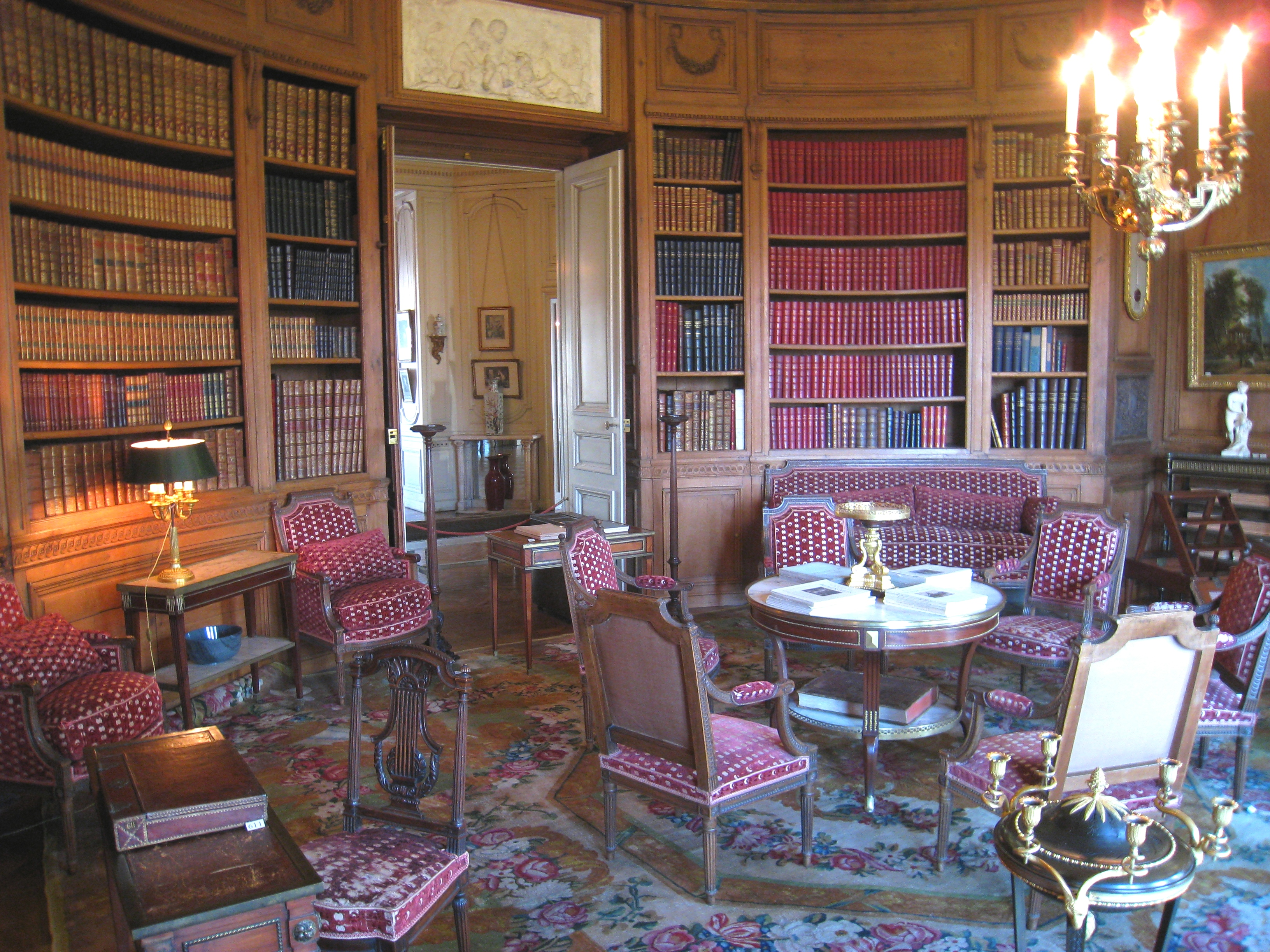
La biblioteca empanelada.

Hasta su muerte en 1935, Moïse de Camondo trabajó para completar su tarea de «reconstitución de una residencia aristocrática del siglo xviii»: «Lo único que realmente le importaba era su colección de obras de arte. Hasta el final pensó en enriquecerla, o, nos atreveríamos a decir, a perfeccionarla. Nada le emocionaba más que perseguir la obra inencontrable.»
Aunque todavía tenía como herederos a su hija única Béatrice y a sus dos nietos, en 1924 decidió legar el edificio y las colecciones que contuviera en la fecha de su muerte al Museo de las Artes Decorativas de París, para que constituyera una especie de anexo dedicado a la memoria de su hijo Nissim, confiando su gestión a la Union Centrale des Arts Décoratifs, que una convención acababa de vincular al Estado. El museo fue inaugurado oficialmente por su hija y abrió al público el 21 de diciembre de 1936.
De acuerdo con unas instrucciones testamentarias muy precisas, el museo muestra todavía las colecciones con la disposición que él eligió:
«Planificó la configuración interior con más meticulosidad todavía. No se debía mover ningún mueble. Todo debía permanecer exactamente en el estado en el que lo dejara a su muerte; así los visitantes tendrían verdaderamente la impresión de que el edificio estaba todavía habitado. Además, Moïse recomendó evitar la instalación de pasamanos. Ningún conservador ni guardián debía vivir donde él había vivido, debido a su preocupación por la seguridad. [...] Tampoco el gran retrato de su padre realizado por Carolus-Duran ni las fotografías de su hijo debían cambiarse de lugar. No importaba si su destino era convertirse en fantasmas de la Rue de Monceau.»
«El nuevo encargado del lugar, el Sr. Messelet, llegó, acompañado por el Sr. Carle Dreyfus, con el objetivo de realizar los últimos ajustes para la transformación definitiva del palacete en museo. Se tuvieron que retirar los jarrones más frágiles, trasladar algunos sillones, enrollar algunas alfombras... ya nada sería como antes. En el gran vestíbulo de entrada, un fotógrafo empezó a instalar sus pesados objetivos para inmortalizar la disposición de los salones antes de cualquier modificación.»

### El museo entre 1940 y 1945
Cuatro años después, ante la ocupación alemana, los museos nacionales trasladaron su contenido, junto con otras importantes colecciones públicas y privadas —incluidas las de los Rothschild y los David-Weill—, al Castillo de Valençay, entonces habitado por el duque de Talleyrand, príncipe de Sagan. Sin embargo, este depósito de obras de arte, confiado a Gérald Van der Kemp, estuvo a punto de desaparecer en el incendio prendido en el castillo por la 2.ª División SS Das Reich. En cuanto al Museo Nissim de Camondo, las fuentes posteriores solo mencionan el sellado de sus puertas para sustraer su contenido a cualquier previsible agitación durante los cuatro años de ocupación.
A este respecto se deben tener en cuenta varios elementos:
- A diferencia de otros grandes coleccionistas de arte parisinos, desde la posguerra de la Primera Guerra Mundial hasta su muerte a finales de 1935, Camondo, divorciado, que se convirtió en 1930 en el vicepresidente de la Union Centrale des Arts Décoratifs, que sería la legataria de su palacete y sus colecciones, solo recibió puntualmente a un círculo limitado de amigos, «connaisseurs profesionales» y conservadores de museos nacionales, como su asesor Carle Dreyfus o el Club des Cent.
- El museo que creó post mortem, inaugurado por su hija a finales de 1936, probablemente no era todavía muy conocido por los amantes del arte europeos que visitaban París, incluidos los alemanes, que de otro modo podrían haber identificado algunos «objetivos» para sus posteriores incautaciones.
- Este conjunto no era un bien judío, por lo que no se podía aplicar la reglamentación específica y expoliadora instituida en 1941 por el régimen de Vichy.
- El gusto de los dignatarios del Tercer Reich, principalmente Hitler y Goebbels, se inclinaba más hacia las obras de las escuelas del norte y de la Haute époque, como por ejemplo los 333 cuadros holandeses y flamencos de la colección Schloss, robada en 1943, que hacia el mobiliario y las artes decorativas de la segunda mitad del siglo xviii, de un estilo considerado demasiado cursi, aunque, obviamente, el robo de cualquier objeto de valor los podría enriquecer, al igual que a todos aquellos que supieron aprovecharse en diferentes grados de la situación y «blanquear» los grandes beneficios del mercado negro.

El 5 de diciembre de 1942 Béatrice de Camondo, separada de su esposo, y su hija Fanny fueron arrestadas por la policía francesa en su domicilio familiar del Boulevard Maurice-Barrès de Neuilly-sur-Seine. Posteriormente también fueron arrestados su esposo Léon Reinach y su hijo Bertrand, que huían hacia España y fueron traicionados por un contrabandista en Sentein (Ariège). En 1943 los cuatro fueron internados en el campo de internamiento de Drancy. En noviembre de 1943, el padre y los dos hijos fueron deportados, junto con otras mil doscientas personas; posteriormente, en marzo de 1944, lo sería Béatrice, en un convoy de 1501 personas, hacia Auschwitz, donde falleció en enero de 1945.

### El «renacimiento» de Camondo

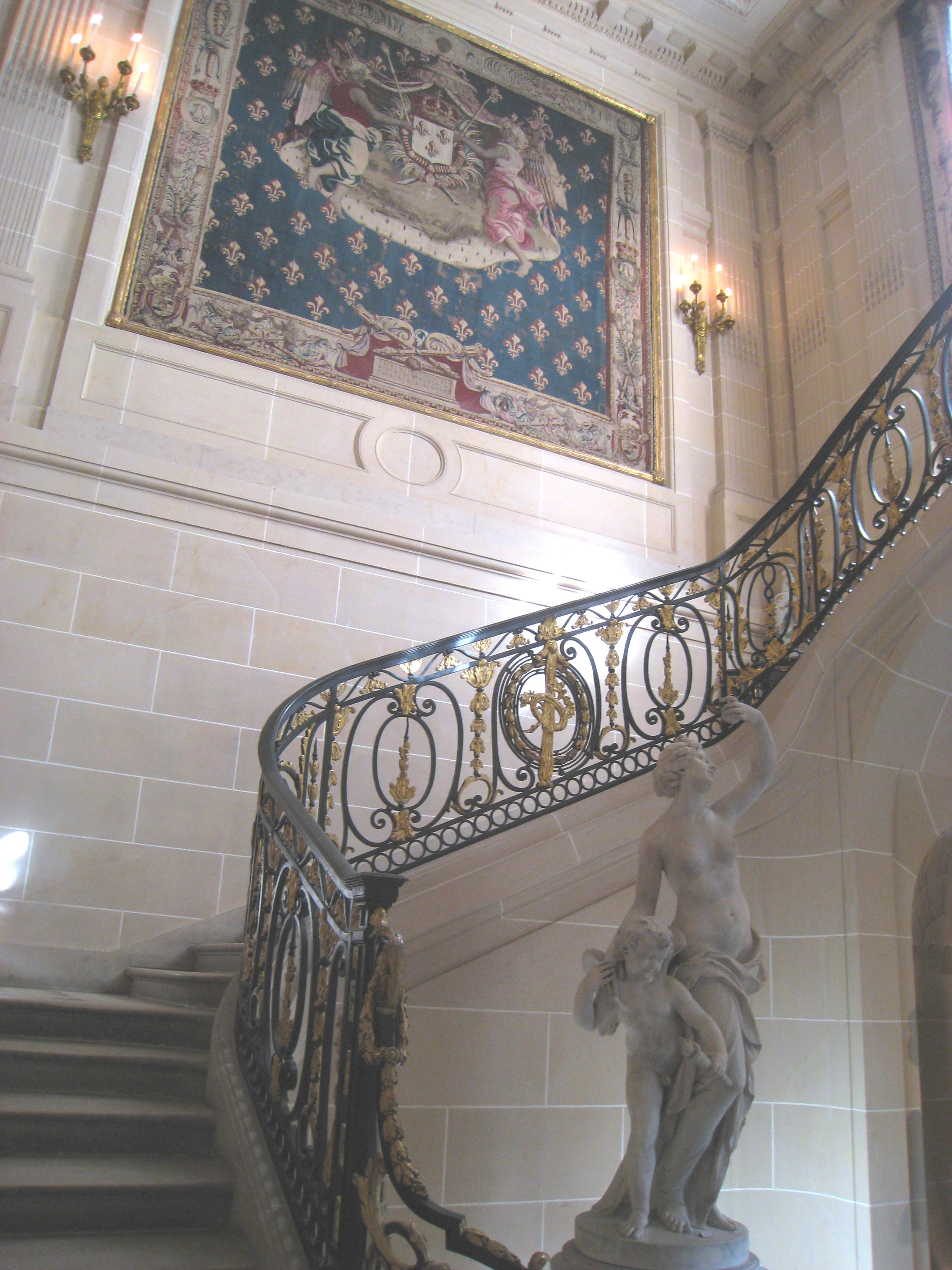
La escalera de honor.

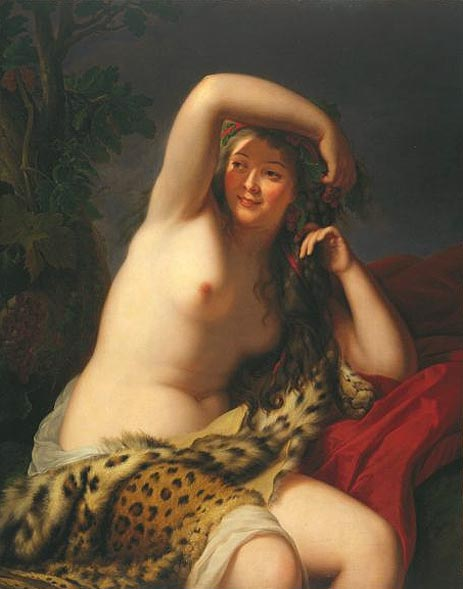
Joven bacante, de Élisabeth Vigée-Lebrun.

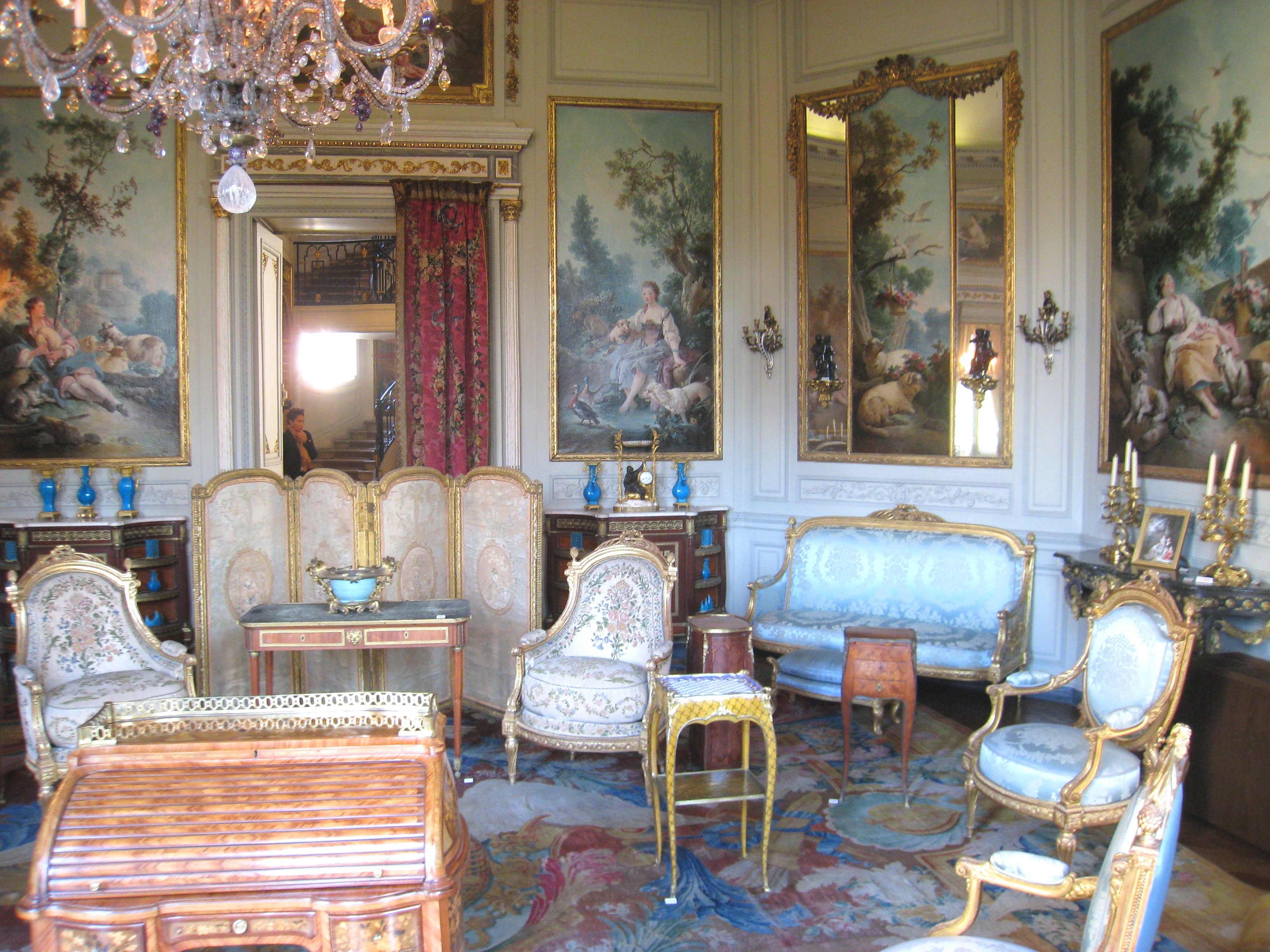
El Salón Huet.

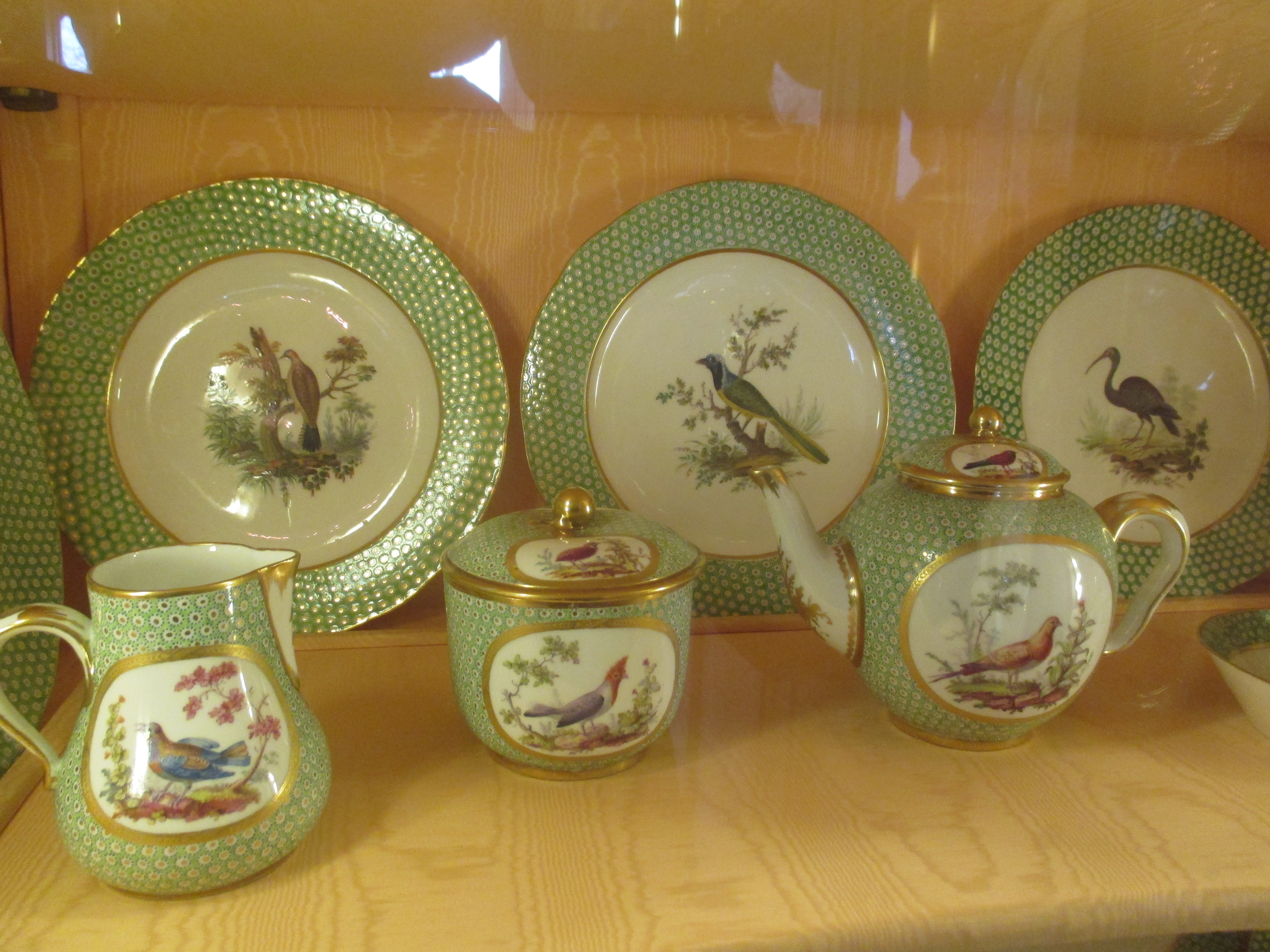
Algunas piezas de la vajilla Buffon (1784-1786).

Tras la creación en 1985 del Comité pour Camondo, gracias a un patrocinio internacional, el palacete, cuya decoración y mobiliario se habían deteriorado, recuperó poco a poco su antiguo lustre: se hicieron reproducciones de las telas, y se restauraron muebles, cuadros y objetos de arte. También se autorizó la fotografía sin flash. A partir de 1997, la obra de Assouline dedicada a esta familia puso de nuevo en el «centro de atención» a este museo, olvidado hacía mucho tiempo, y contribuyó a hacerlo más conocido.

### Descripción
El retrato fotográfico de Nissim de Camondo en uniforme militar sigue dando la bienvenida a los visitantes en la taquilla. El circuito de visita empieza en el imponente vestíbulo, que está dominado por una gran escalera de piedra de sillería con balaustrada de hierro forjado, realizada por la empresa Baguès e inspirada en la del Hôtel Dassier de Toulouse (siglo xviii).
El hueco de la escalera está decorado con un gran tapiz llamado «cancillería», tejido en lana y seda en la Manufactura Real de Gobelins para Michel Le Tellier, canciller de Francia desde 1677 hasta 1685, que pertenece a una serie que pasó a continuación al marqués de Argenson (1652-1721), titular del cargo desde 1718 hasta 1720, que hizo colocar en él sus armas. La edición de 1954 del catálogo del museo cita otros cinco ejemplares conservados por sus descendientes: uno está en el Museo de las Artes Decorativas de París; y otro formaba parte de las colecciones Rochebrune/du Fontenioux, albergadas primero en el Castillo de Terre-Neuve en Fontenay-le-Comte, donde fue fotografiado hacia 1890, y posteriormente en el Castillo de la Court d'Aron en Saint-Cyr-en-Talmondais, donde fue fotografiado en el curso del siglo xx. Es en esta sala de entrada, de decoración tradicionalmente sobria, donde los lacayos esperaban a sus señores en las recepciones.
La visita prosigue por los salones de la primera planta. La sonrisa de una bacante de Élisabeth Vigée-Lebrun nos acoge en el gran despacho, cuyas paredes están revestidas con paneles de roble decorados con tapices de Aubusson que representan las Fábulas de La Fontaine.
En el gran salón, bajo la mirada de Madame du Molay de Élisabeth Vigée-Lebrun, y en el salón Huet —que debe su nombre a las Escenas campestres de Jean-Baptiste Huet— hay exquisitos muebles, como escritorios cilíndricos, mesas, cómodas y bonheurs du jour, firmados por los más grandes ebanistas de le época, como Jean-François Oeben, J.-B. Sené, Bernard Van Riesen Burgh (B.V.R.B.) o Jean-Henri Riesener. En el pequeño despacho, con cortinas de seda carmesí, está expuesto un retrato de Jacques Necker y un busto alegórico del Verano de Jean-Antoine Houdon.
El museo también ofrece a la vista espléndidos apliques y carteles de bronce de estilo rococó, tapices y biombos procedentes de la Manufactura de la Savonnerie, y porcelanas de Sèvres y de Meissen. En la primera planta se encuentran los apartamentos de la familia, así como una luminosa biblioteca empanelada de roble tallado, cuyos estantes están repletos de libros encuadernados con tafilete rojo y algunos platos con las armas de los Talleyrand, provenientes del Castillo de Valençay, que sirvió de refugio del contenido del museo entre 1940 y 1945. Esta habitación goza de una amplia vista hacia el Parque Monceau, cuyos alrededores, urbanizados por los hermanos Péreire, están salpicados de célebres hôtels particuliers.
La presencia del coleccionista se siente particularmente en el pequeño «gabinete de porcelana» adyacente al comedor, rodeado por alacenas de vidrio, donde comía cuando estaba solo. Aquí se encuentra una colección única de diferentes vajillas de porcelana de Sèvres (1784-1809), como la de los «pájaros de Buffon», ilustrada por François-Nicolas Martinet. El conde de Camondo compró la vajilla de porcelana blanda con punteado verde (llamada vajilla Le Fevre) al anticuario Jacques Seligmann. En el comedor, el visitante puede observar piezas de platería encargadas por Catalina la Grande para su valido Grigori Orlov, restos de un gigantesco conjunto de más de ochocientas piezas.
La presencia del conde también se siente en el gran salón azul de la primera planta, que le servía de despacho y que tenía vistas de la vegetación del Parque Monceau. Fue amueblado en 1924, un año después de la marcha de su hija Béatrice y su marido Léon Reinach, reuniendo el dormitorio y el tocador de esta última.
En los cuartos de baño contiguos a los dos dormitorios de Moïse y de Nissim, totalmente embaldosados, el «espíritu del xviii» desaparece para dejar espacio a las comodidades modernas de principios del siglo xx, con elementos de fayenza y grifos de cobre niquelado de la casa Kula.

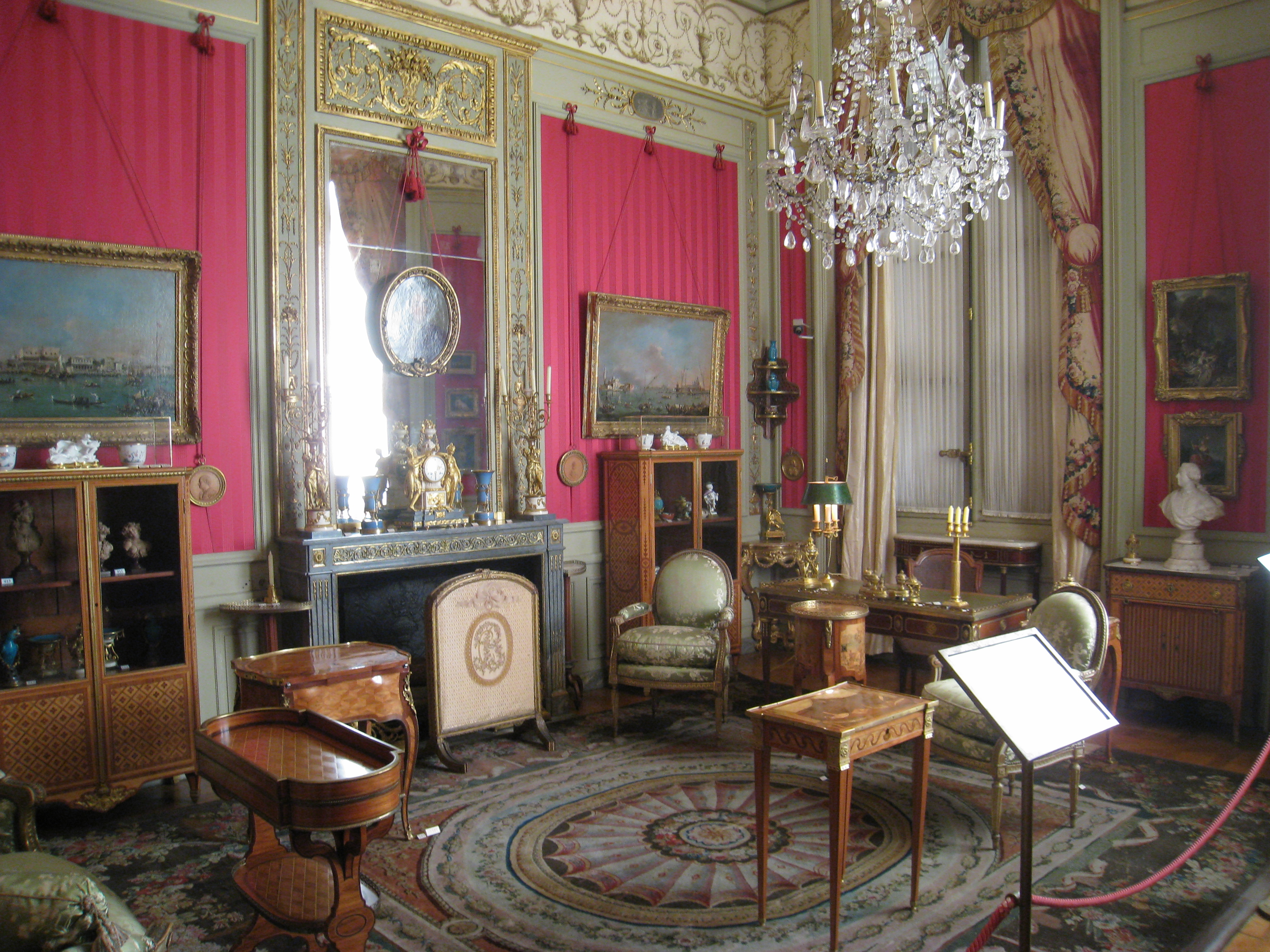
El pequeño despacho.

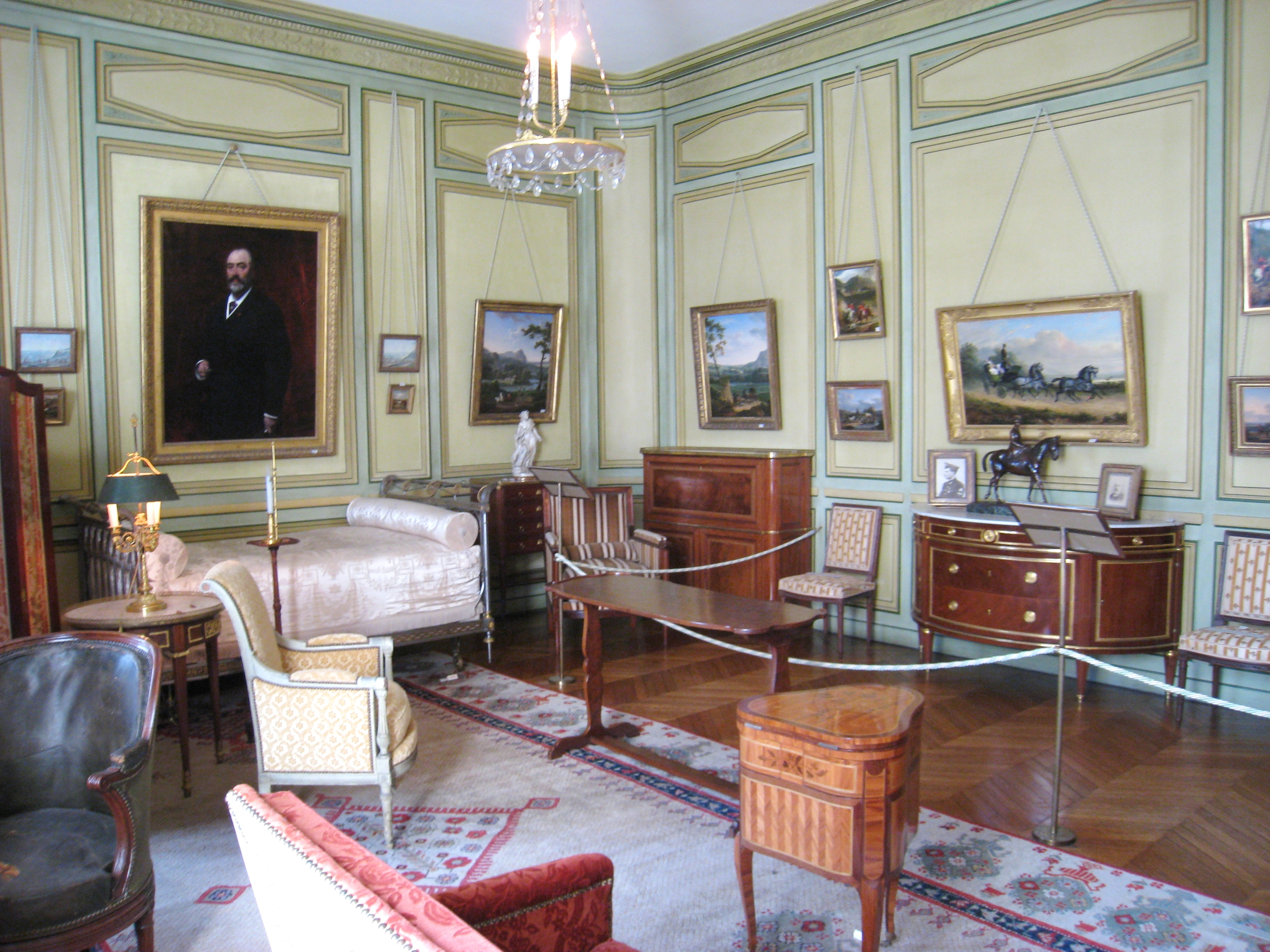
El antiguo despacho de Nissim de Camondo.

El antiguo despacho de Nissim, de ese estilo anglicista entonces de moda entre la gran burguesía francesa, está decorado con cuadros del siglo xix de los temas tradicionales de la caza y la equitación. El de su padre, decorado con una boiserie de hacia 1780 proveniente de una casa de Burdeos, recuerda más a un pequeño boudoir de estilo Luis XV, que no hubieran desdeñado Madame de Pompadour o Madame de Genlis.
Por deseo de asimilación o discreción, las trazas del judaísmo son casi inexistentes en esta residencia. El visitante solo puede percibir en una vitrina algunos candeleros de plata del sabbat, en una pequeña biblioteca algunas obras religiosas judías, y en la cocina una estrella de David en el fondo de un molde de gugelhupf de cobre.
Descendiendo a la planta baja, volvemos a la Belle Époque, todo ello para la celebración del confort doméstico, con las ingeniosas disposiciones técnicas y arquitectónicas necesarias para asegurar el buen funcionamiento del servicio y el confort cotidiano, como calefacción de aire filtrado, ascensores de aire comprimido, un sistema de limpieza por aspiración, cornisas luminosas, etc.
La cocina atestigua la atención prestada por el propietario a los placeres de la gastronomía. Un enorme asador de hierro fundido acompaña al horno central, mientras que en el muro resplandecen utensilios de cobre utilizados en la cocina tradicional. Como un emocionante rastro olfativo de la presencia humana, el olor a tabaco ha impregnado las boiseries de un pequeño despacho, probablemente el del mayordomo.

### Salas
- Planta baja (cinco salas):
  - Vestíbulo y escalera
  - Cocina
  - Salón de recepciones
  - Lavandería
  - Despacho del chef
- Planta baja alta (siete salas):
  - Galería
  - Gran despacho
  - Gran salón
  - Salón Huet
  - Comedor y gabinete de porcelana
  - Pequeño despacho
  - Despacho del comedor
- Primera planta (siete salas):
  - Salón azul
  - Biblioteca
  - Apartamento de Nissim de Camondo
  - Apartamento de Moïse de Camondo
  - Tres cuartos de baño